# Nicola Cristaldi
Pour les articles homonymes, voir Cristaldi.
Nicolò Cristaldi dit Nicola (né le 6 décembre 1950 à Mazara del Vallo, en Sicile) est un homme politique italien.

## Biographie
Après des études d'architecture, il adhère au Mouvement social italien et devient jeune conseiller municipal. Nouvellement secrétaire provincial de son parti, il échoue aux élections régionales de 1981 mais entre à l'Assemblée régionale sicilienne au scrutin de 1986, au détriment la figure historique du MSI, Dino Grammatico.
Réélu en 1991, il devient chef de groupe parlementaire de l'Alliance nationale et chef de l'opposition à l'ARS. Il est l'un des promoteurs de la loi pour l'élection directe des maires, que l'ARS approuve avant le reste du pays.
Porté par le succès de la Maison des libertés aux élections de 1996, Nicola Cristaldi est président de l'Assemblée régionale sicilienne entre 1996 et 2001. Sous sa présidence, l'ARS engage une politique culturelle sous le slogan « Sicile terre de culture » visant à faire du Palais des Normands, siège de la Région, un lieu de diffusion de la culture sicilienne, à travers notamment la fondation Federico II.
En 1997, il est élu maire de Calatafimi-Segesta.
Il quitte le parlement régional pour la Chambre des députés en 2001, où il est chef de groupe adjoint de l'Alliance nationale. Il revient à l'ARS de 2006 à 2008 puis retrouve un siège au parlement national auquel il renonce en 2011.
Nicola Cristaldi est maire de Mazara del Vallo de 2009 à 2019.
Après s'être inscrit au Peuple de la liberté, il quitte ce parti en 2013 pour fonder un nouveau mouvement politique :  «I Futuristi»   et adhérer quelques mois à Forza Italia, avant de rejoindre le rangs en 2014 de Frères d'Italie, héritier de l'Alliance nationale.
En tant qu'artiste, il se consacre à la peinture, la sculpture et a aussi une production importante dans le domaine de la céramique. Il signe ses œuvres sous le pseudonyme d'«Hajto».
Journaliste et écrivain, il a dirigé la revue mensuelle L'Euromediterraneo de 1997 et 2001, et dirige actuellement la publication "La Frontiera. Il a signé plusieurs livres, dont le pamphlet « Les Traîtres» (I Traditori), publié en 2009.